# Westliches Hanauer Land
Das FFH-Gebiet Westliches Hanauer Land ist ein im Jahr 2005 durch das Regierungspräsidium Freiburg nach der Richtlinie 92/43/EWG (Fauna-Flora-Habitat-Richtlinie) angemeldetes Schutzgebiet (Schutzgebietskennung DE-7313-341) im deutschen Bundesland Baden-Württemberg. Mit Verordnung des Regierungspräsidiums Freiburg zur Festlegung der Gebiete von gemeinschaftlicher Bedeutung vom 25. Oktober 2018 (in Kraft getreten am 11. Januar 2019) wurde das Schutzgebiet festgelegt.

## Lage
Das rund 1651 Hektar große FFH-Gebiet gehört zum Naturraum 210-Offenburger Rheinebene innerhalb der naturräumlichen Haupteinheiten 10-Mittleres Oberrheintiefland. Es liegt zwischen Kehl und Lichtenau und erstreckt sich über die Markungen von vier Städten und Gemeinden im Ortenaukreis und im Landkreis Rastatt:
- Lichtenau: 16,5074 ha = 1 %
- Kehl: 379,6712 ha = 23 %
- Willstätt: 165,07445 ha = 10 %
- Rheinau: 1089,4915 ha = 66 %

## Beschreibung und Schutzzweck
Es handelt sich um einen Teilbereich des Rheins mit für die Rheinaue charakteristischen Gewässern, Uferzonen und Wäldern. Man findet eine hohe Dichte kleiner und mittelgroßer Wasserläufe und Baggerseen, Wiesengebiete und Wälder der Flussniederungen.

### Lebensraumtypen
Gemäß Anlage 1 der Verordnung des Regierungspräsidiums Freiburg zur Festlegung der Gebiete von gemeinschaftlicher Bedeutung (FFH-Verordnung) vom 25. Oktober 2018 kommen folgende Lebensraumtypen nach Anhang I der FFH-Richtlinie im Gebiet vor:
| EU Code | Lebensraumtyp (offizielle Bezeichnung)                                                                                            | Kurzbezeichnung                                              | Hektar |
| ------- | --- | ------------------------------------------------------------ | ------ |
| 3130    | Oligo- bis mesotrophe stehende Gewässer mit Vegetation der Littorelletea uniflorae und/oder der Isoeto-Nanojuncetea               | Nährstoffarme bis mäßig nährstoffreiche Stillgewässer        | 0,01   |
| 3140    | Oligo- bis mesotrophe kalkhaltige Gewässer mit benthischer Vegetation aus Armleuchteralgen                                        | Kalkreiche, nährstoffarme Stillgewässer mit Armleuchteralgen | 1,03   |
| 3150    | Natürliche eutrophe Seen mit einer Vegetation vom Typ Magnopotamion oder Hydrocharition                                           | Natürliche nährstoffreiche Seen                              | 8,00   |
| 3260    | Flüsse der planaren bis montanen Stufe mit Vegetation des Ranunculion fluitantis und des Callitricho-Batrachion                   | Fließgewässer mit flutender Wasservegetation                 | 7,01   |
| 3270    | Flüsse mit Schlammbänken mit Vegetation des Chenopodion rubri p.p. und des Bidention p.p.                                         | Schlammige Flussufer mit Pioniervegetation                   | 0,10   |
| 6210    | Naturnahe Kalk-Trockenrasen und deren Verbuschungsstadien (Festuco-Brometalia)                                                    | Kalk-Magerrasen                                              | 1,00   |
| 6410    | Pfeifengraswiesen auf kalkreichem Boden, torfigen und tonig-schluffigen Böden (Molinion caeruleae)                                | Pfeifengraswiesen                                            | 0,45   |
| 6510    | Magere Flachland-Mähwiesen (Alopecurus pratensis, Sanguisorba officinalis)                                                        | Magere Flachland-Mähwiesen                                   | 67,00  |
| 9160    | Subatlantischer oder mitteleuropäischer Stieleichenwald oder Hainbuchenwald (Carpinion betuli)                                    | Sternmieren-Eichen-Hainbuchenwald                            | 10,70  |
| 91E0    | Auenwälder mit Alnus glutinosa und Fraxinus excelsior (Alno-Padion, Alnion incanae, Salicion albae)                               | Auenwälder mit Erle, Esche, Weide                            | 25,40  |
| 91F0    | Hartholzauenwälder mit Quercus robur, Ulmus laevis, Ulmus minor, Fraxinus excelsior oder Fraxinus angustifolia (Ulmenion minoris) | Hartholzauenwälder                                           | 6,70   |

### Arteninventar
Folgende Arten von gemeinschaftlichem Interesse sind nach der Anlage 1 der Verordnung des Regierungspräsidiums Freiburg vom 25. Oktober 2018 (FFH-Verordnung) für das Gebiet gemeldet:
| Bild                                | EU Code | * | Art                                   | wissenschaftlicher Name | Artengruppe    |
| ----------------------------------- | ------- | - | ------------------------------------- | ----------------------- | -------------- |
| Schmale Windelschnecke              | 1014    |   | Schmale Windelschnecke                | Vertigo angustior       | Weichtiere     |
| Bauchige Windelschnecke             | 1016    |   | Bauchige Windelschnecke               | Vertigo moulinsiana     | Weichtiere     |
| Kleine Flussmuschel                 | 1032    |   | Kleine Flussmuschel                   | Unio crassus            | Weichtiere     |
| Grüne Flussjungfer                  | 1037    |   | Grüne Flussjungfer                    | Ophiogomphus cecilia    | Libellen       |
| Helm-Azurjungfer                    | 1044    |   | Helm-Azurjungfer                      | Coenagrion mercuriale   | Libellen       |
| Heller Wiesenknopf-Ameisen-Bläuling | 1059    |   | Heller Wiesenknopf-Ameisen-Bläuling   | Maculinea teleius       | Schmetterlinge |
| Großer Feuerfalter                  | 1060    |   | Großer Feuerfalter                    | Lycaena dispar          | Schmetterlinge |
| Dunkler Wiesenknopf-Ameisenbläuling | 1061    |   | Dunkler Wiesenknopf-Ameisenbläuling   | Maculinea nausithous    | Schmetterlinge |
| Tauchkäfer                          | 1082    |   | Schmalbindiger Breitflügel-Tauchkäfer | Graphoderus bilineatus  | Käfer          |
| Hirschkäfer                         | 1083    |   | Hirschkäfer                           | Lucanus cervus          | Käfer          |
| Meerneunauge                        | 1095    |   | Meerneunauge                          | Petromyzon marinus      | Fische         |
| Bachneunauge                        | 1096    |   | Bachneunauge                          | Lampetra planeri        | Fische         |
| Flussneunauge                       | 1099    |   | Flussneunauge                         | Lampetra fluviatilis    | Fische         |
| Maifisch                            | 1102    |   | Maifisch                              | Alosa alosa             | Fische         |
| Lachs                               | 1106    |   | Lachs                                 | Salmo salar             | Fische         |
| Bitterling                          | 1134    |   | Bitterling                            | Rhodeus sericeus amarus | Fische         |
| Schlammpeitzger                     | 1145    |   | Schlammpeitzger                       | Misgurnus fossilis      | Fische         |
| Steinbeißer                         | 1149    |   | Steinbeißer                           | Cobitis taenia          | Fische         |
| Groppe                              | 1163    |   | Groppe                                | Cottus gobio            | Fische         |
| Kammmolch                           | 1166    |   | Kammmolch                             | Triturus cristatus      | Amphibien      |
| Gelbbauchunke                       | 1193    |   | Gelbbauchunke                         | Bombina variegata       | Amphibien      |
| Bechsteinfledermaus                 | 1323    |   | Bechsteinfledermaus                   | Myotis bechsteinii      | Säugetiere     |
| Biber                               | 1337    |   | Biber                                 | Castor fiber            | Säugetiere     |

### Zusammenhängende Schutzgebiete
Das FFH-Gebiet besteht aus zahlreichen Teilgebieten. Es ist in Teilbereichen deckungsgleich mit mehreren Landschaftsschutzgebieten. Innerhalb des FFH-Gebiets liegen die Naturschutzgebiete
- 3170 Roßwört
- 3187 Hinterwörth-Laast
- 3208 Mittelgrund Helmlingen.